# Deca Games
Deca Games, estilizado como DECA, é uma editora e desenvolvedora de jogos eletrônicos sediada em Berlim, Alemanha. O foco principal da empresa é adquirir e operar jogos free-to-play mais antigos como um serviço. Eles são os atuais proprietários e desenvolvedores do jogo de tiro online e multijogador massivo Realm of the Mad God. A empresa também adquiriu uma série de jogos mobile free-to-play, incluindo Dragon Vale e vários outros títulos da editora japonesa GREE (incluindo: Crime City, Knights and Dragons, Modern War e Kingdom Age).
Em agosto de 2020, a empresa foi adquirida pelo Embracer Group, o que a tornou o sexto maior grupo operacional da empresa a se concentrar em jogos móveis gratuitos.

## Aquisições
A Deca Games adquiriu os jogos para celular, Crime City, Kingdom Age, Knights and Dragons e Modern War da editora japonesa GREE em 17 de outubro de 2019.
A Deca Games adquiriu a DragoncVale da Hasbro, que fechou a desenvolvedora do jogo Backflip Studios no final de 2019, em 17 de março de 2020.
Em 21 de fevereiro de 2023, a Deca Games adquiriu os direitos de vários jogos desenvolvidos pela Next Games, incluindo: The Walking Dead: No Man's Land, devido à aquisição da Next Games pela Netflix.

## Outros
Ainda em 2023, a Deca Games assumiu a escolha pela Madfinger Games para ficar com todos os jogos da desenvolvedora. A Madfinger Games, uma editora e desenvolvedora tcheca, que foi bastante conhecida por seus sucessos títulos mobile como Dead Trigger 2, Unkilled e Shadowgun Legends, agora, os lendários títulos para dispositivos móveis da empresa, ganharão nova vida com a DECA Games.